# 冯雷
冯雷（1969年5月8日—），北京人，中国大陸演员。

## 生平
冯雷是中国铁路文工团演员。1994年出演电视剧《新七侠五义》，这是他第一次出演电视剧。凭1994年电影《红尘》获金鸡奖最佳男配角提名。1990年代，冯雷做过服装生意，并曾投资电视剧，但都未能获利，最终冯雷重回表演事业。2000年因为主演喜剧《怡笑大方》而走红。2004年因在《风流少年唐伯虎》中饰祝枝山而更受关注。2017年因在电视剧《人民的名义》中饰演赵瑞龙而再度提升知名度。他在影视剧中经常演反面角色。

## 作品
- 1989年电影《笨人王老大》饰儿子
- 1989年电视剧《好男好女》饰村民
- 1990年电影《那年的冬天》饰郭卫东
- 1994年电影《红尘》饰疯顺儿
- 1994年电视剧《新七侠五义》饰赵浪
- 1995年电视剧《一场风花雪月的事》饰酒店服务员
- 1996年电视剧《一亩三分地》
- 1997年电视剧《康熙微服私访记2》饰吕洪
- 1998年电视剧《家和万事兴》
- 1999年电视剧《秀水街》
- 1999年电视剧《财神到》饰九王爷
- 1999年电视剧《人间四月天》饰翁瑞午
- 1999年电视剧《离婚》饰孙先生
- 2000年电视剧《做我太太100天》饰蔡有财
- 2000年电视剧《水落石出》
- 2001年电视剧《怡笑大方》饰许宁
- 2001年电视剧《沧海游龙》饰文卓群
- 2001年电视剧《爱情宝典之风筝误》饰 戚友先
- 2001年电视剧《人虫》
- 2002年电影《恰同学少年》
- 2002年电视剧《欢乐家庭》
- 2002年电视剧《危险进程》饰马力
- 2003年电视剧《风流少年唐伯虎》饰祝枝山
- 2004年电视剧《五月槐花香》饰索巴
- 2004年电视剧《苍天潜龙》
- 2005年电视剧《宋连生坐堂》饰田友三
- 2006年电影《爱上爱》
- 2006年电视剧《津门风云》饰孙德胜
- 2006年电视剧《青春之歌》
- 2007年电视剧《追》饰王辉
- 2007年电视剧《金婚》饰孙凯
- 2008年电影《落第秀才》饰李长文
- 2008年电视剧《黑白人生》
- 2008年电视剧《大生活》饰刁德三
- 2009年电影《花墙》饰雷雷
- 2009年电视剧《原谅》饰孟向东
- 2009年电视剧《少年讼师纪晓岚》饰方决庆
- 2009年电视剧《小姨多鹤》饰石玉良
- 2009年电视剧《故梦》饰荣安
- 2010年电视剧《铁梨花》饰乔营副
- 2010年电视剧《真情错爱》饰苏永森
- 2010年电视剧《家常菜》饰厚墩子
- 2011年电视剧《雪花那个飘》饰潘家栋
- 2011年电视剧《双城生活》饰施老板
- 2011年电视剧《吃亏是福》饰马维民
- 2011年电视剧《咱家那些事》饰李国立
- 2011年电视剧《四戒》饰张弘学
- 2012年电视剧《北京爱情故事》饰铜锤
- 2012年电视剧《向东是大海》饰董芝恒
- 2012年电视剧《偏偏爱上你》
- 2012年电视剧《桃花劫》饰何老板
- 2012年电视剧《知青》饰牛川河
- 2012年电视剧《十指连心》饰冯三平
- 2012年电视剧《那样芬芳》饰林兴民
- 2013年电视剧《失恋33天》饰大老王
- 2013年电视剧《咱们结婚吧》饰黄金男
- 2014年电影《黄金时代》饰胡风
- 2014年电视剧《大河儿女》饰黑沙狼
- 2014年电视剧《幸福从天而降》饰周大海
- 2014年电视剧《绝爱》饰林启哲
- 2015年电影《顺风车》
- 2015年电视剧《伙伴夫妻》饰张百川
- 2016年电视剧《姐妹兄弟》饰宋长青
- 2016年电视剧《一马换三羊》饰巩大为
- 2017年电视剧《人民的名义》饰赵瑞龙
- 2017年电视剧《逆袭之星途璀璨》饰肖洪
- 2018年电视剧《天衣无缝》
- 2018年電影 《L風暴》
- 2019年电视剧《築夢情緣》飾杜萬鷹
- 2019年电视剧《少年派》飾錢三一的父親
- 2019年电视剧《老酒館》饰 贺义堂
- 2020年电视剧《还没爱够》饰 陈非
- 2020年电视剧《燃烧》饰 李显
- 2020年电视剧《巡回检察组》饰 熊绍峰
- 2020年电视剧《阳光之下》饰  封猛
- 2021年电视剧《光荣与梦想》饰 任弼时
- 2021年电影《超越》
- 2021年电视剧《光芒》饰 徐掌柜（客串）
- 2021年电视剧《小敏家》饰 洪衛
- 2022电视剧《人世间》饰 姚立松
- 2022电视剧《你好呀，我的橘子恋人》（网络剧）饰 趙光亮（客串）
- 2022电视剧《幸福到万家》饰 韓律師
- 2022电视剧《囧人集结号》(2010年拍攝)
- 2023年电影《倍儿喜歡你》
- 2023电视剧《卧底警花]]》  (客串，2018年拍攝)
- 2023电视剧《公诉》
- 2023电视剧《做自己的光》饰 唐少怀
- 2023电视剧《她的城》(網絡劇)饰 薛董（客串）
- 2023电视剧《无所畏惧》饰 黃大福（客串）
- 2023电视剧《非凡医者》饰 江旭峰
- 2023电视剧《石俊峰办案记》(網絡短劇)饰 安洋
- 2024年电影《无名之火》(網絡電影)
- 2024电视剧《幸福草》饰 林達（客串）
- 2024电视剧《凡人歌》饰 朱培東
- 2024电视剧《人民警察》饰 梁震
- 2024年电影《老枪》饰 赵永强
- 2024电视剧《西北岁月》饰 魏海 （客串）
- 2025电视剧《蛮好的人生》饰 魏远翔
- 待播电视剧《走起我的天才街坊》（客串）
- 待播电视剧《人之初》饰 徐鹏
- 待播电视剧《叵测》(網絡劇)